# Мендрув
Мендрув (пол. Mędrów) — село в Польщі, у гміні Ракув Келецького повіту Свентокшиського воєводства.
Населення — 104 особи (2011).
У 1975-1998 роках село належало до Келецького воєводства.

## Демографія
Демографічна структура на день 31 березня 2011 року:
|          | Загалом | Допрацездатний вік | Працездатний вік | Постпрацездатний вік |
| -------- | ------- | ------------------ | ---------------- | -------------------- |
| Чоловіки | 48      | 8                  | 32               | 8                    |
| Жінки    | 56      | 11                 | 29               | 16                   |
| Разом    | 104     | 19                 | 61               | 24                   |